# سليمان الجمزوري

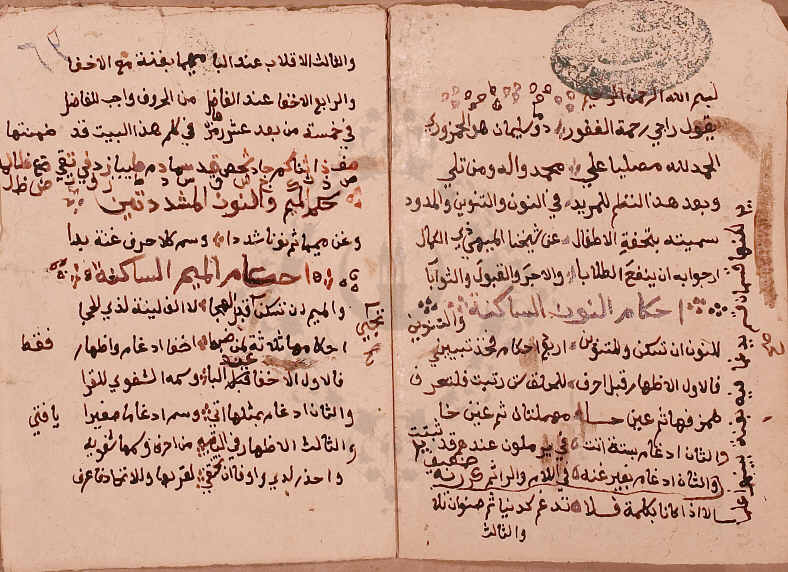
مخطوطة تحفة الأطفال - المكتبة الأزهرية: خاص 385 - عام 29810

غلاف «تحفة الأطفال» وبذيله متن الجزرية، طبعة دار العقيدة للتراث.

سليمان الجمزوري (كان حيا 1208 هـ) هو مقرئ، من أهل مصر.
هو سليمان بن حسين بن محمد الجمزوري الشهير بالأفندي، نسبته إلى جمزور من نواحي طندتا. ولد في ربيع الأول سنة بضع وستين بعد المائة والألف هجري. كان شافعي المذهب.
لا يعرف بالتحديد سنة وفاته لكن آخر ما عُرف أنه كان حيا سنة 1208 هـ، وهي سنة التي أتم فيها كتاب «الفتح الرحماني».

## آثاره
من آثاره:
- تحفة الأطفال في تجويد القرآن فرغ من نظمها سنة 1198 هـ.[4]
- فتح الأقفال بشرح تحفة الأطفال.
- نظم كنز المعاني بتحرير حرز الأماني.
- الفتح الرحماني بشرح كنز المعاني.
- منظومة في رواية الإمام ورش.
- جامع المسرة في شواهد الشاطبية.